# L'Immortel (série télévisée)
Pour les articles homonymes, voir Immortel.
Ne pas confondre avec L'Immortel, un film français de 2010.

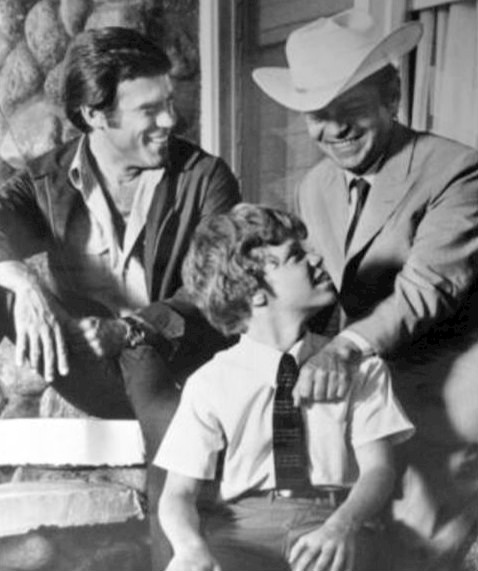
Christopher George, Ross Martin et Mitch Vogel.

L'Immortel (The Immortal) est une série télévisée américaine en seize épisodes de 50 minutes, créée par Robert Specht et diffusée entre le 24 septembre 1970 et le 14 janvier 1971 sur le réseau ABC.
En France, la série est diffusée entre le 30 mars 1972 et le 22 juin 1972 sur la première chaîne de l'ORTF ; en Belgique, à partir du 10 janvier 1971. Quelques épisodes ont été rediffusés entre 1973 et 1976 dans l'émission de Guy Lux : La Une est à vous.

## Synopsis
Ben Richards est un pilote d'essai pour une grande entreprise d'automobiles. Bien qu'il ait 42 ans, il en paraît 25, et n'a jamais été malade de sa vie. Sa vie est bouleversée quand il décide de donner son sang. Après examen, les scientifiques se rendent compte que son sang « O négatif » contient tous les anticorps et immunités connues, ce qui, fondamentalement, le rend biologiquement immortel, une mort accidentelle étant elle aussi peu probable. Quand un milliardaire mourant, Jordan Braddock, se voit administrer une transfusion de son sang et revient à la vie, celui-ci décide qu'il doit contrôler la vie de Richards afin d'avoir accès à ce sang qui l'a sauvé.
Quand Richards refuse toutes les offres de Braddock d'entrer à son service, le milliardaire le fait enfermer, mais il finit par s'échapper. Richards est à présent en fuite car, bien que Braddock meure, il est à présent poursuivi par un des anciens employés du milliardaire, Fletcher, qui est à présent au service d'un autre milliardaire, Arthur Maitland, qui veut également avoir accès au sang de Ben.
La tension dramatique de la série est fondée sur l'idée que Richards ne mourrait probablement jamais si on le laissait mener une vie paisible parce qu'il ne pourrait être tué par aucune maladie commune, mais que sa fuite loin des griffes de Fletcher met sa vie en grand danger. En effet, il lui faut constamment se confronter à des situations risquées pour échapper à la capture, et son sang immortel ne le rend pas invulnérable à une mort par blessure physique.
La série se focalise principalement sur les tribulations de Richards et sur les personnes qu'il rencontre tout en essayant d'éviter Fletcher. Une intrigue secondaire concerne la recherche par Richards du frère qu'il n'a jamais connu, avec la possibilité que ce frère puisse partager son immortalité et donc courir lui aussi le risque d'être capturé. L'épisode final Un frère sans famille fournit une conclusion à l'intrigue secondaire.

## Distribution
- Christopher George : Ben Richards
- Don Knight : Fletcher
- David Brian : Arthur Maitland

## Fiche technique
- Titre original : The Immortal
- Titre : L'Immortel
- Réalisation :
- Scénario :
- Musique : Dominic Frontiere
- Producteur : Howie Horwitz
- Société de production : Paramount Television
- Pays de production :  États-Unis
- Genre : Fantastique, drame psychologique
- Nombre d'épisodes : 15 + épisode pilote (1 saison)
- Durée : 50 minutes
- Date de première diffusion : 
  - États-Unis : 30 septembre 1969
  - Belgique : 10 janvier 1971
  - France : 30 mars 1972

## Épisodes

### Saison 1 (1970-1971)
- Seulement 13 épisodes ont été doublés. Les autres restent inédits en France.

1. Destinée (The Immortal)
2. Sylvia
3. Les Éléphants blancs ne poussent pas sur les arbres (White Elephants Don't Grow on Trees)
4. Reflections on a Lost Tomorrow
5. Le Secret des Chicanos (The Legacy)
6. Le Boucher de Danon City (The Rainbow Butcher)
7. Une programmation spéciale (Man on a Punched Card)
8. Une moto pour la liberté (White Horse, Steel Horse)
9. Prisonnier de la jungle (The Queen's Gambit)
10. Drogue ou poison (By Gift of Chance)
11. Un mort en sursis (Dead Man, Dead Man)
12. Paradise Bay
13. Le Retour (The Return)
14. Le Dernier Voyage (To the Gods Alone)
15. Le Territoire des Indiens (Sanctuary)
16. Un frère sans famille (Brother's Keeper)

## Commentaires
La série est basée sur un épisode pilote du même nom, qui fut diffusé pour la première fois le 30 septembre 1969 aux États-Unis, lui-même inspiré du roman de science-fiction Les Immortels (1962) écrit par James Gunn. Bien que la série ait été arrêtée à mi-saison, des épisodes ont été rediffusés sur ABC durant l'été 1971.
La série comporte une certaine ressemblance avec la série à succès Le Fugitif, qui venait d'achever ses quatre saisons peu de temps avant les débuts de L'Immortel.
Dans l'épisode 7 Une programmation spéciale, Christopher George donne la réplique à son épouse Lynda Day George.

## DVD
- États-Unis :

- The Immortal The Complete Series (Coffret Keep Case 3 DVD-5) sorti le 9 novembre 2017 chez Visuel Entertainment Inc. (VEI). Le ratio image est en 1.33:1 plein écran sans sous-titres et sans suppléments. Le pilote de 75 minutes ainsi que les 15 épisodes sont présents.